# Marsilea
Marsilea és un gènere de falgueres aquàtiques pertanyent a la família Marsileaceae. Es distingeix dels altres dos gèneres actuals (Regnellidium i Pilularia) en què posseeix frondes amb 4 pinnes apicals, la qual cosa li dona aspecte de trèvol de 4 fulles.

## Algunes espècies seleccionades
Marsilea té al voltant de 70 espècies al voltant del món, com ara aquestes:
- Marsilea aegyptiaca
- Marsilea ancyclopoda A.Braun
- Marsilea crenata C.Presl
- Marsilea drummondii A.Braun
- Marsilea exarata A.Braun
- Marsilea hirsuta R.Br.
- Marsilea macropoda Engelm. ex A.Braun * Marsilea minuta L.
- Marsilea mollis B.L.Rob. i Fernald
- Marsilea oligospora Gooding
- Marsilea polycarpa Hook. i Grev.
- Marsilea vestita Hook. & Grev.
- Marsilea villosa Kaulf.

Als Països Catalans n'hi ha 2 de citades, molt rares, en aiguamolls litorals:
- Marsilea quadrifolia L.
- Marsilea strigosa Wild.